# Беглов, Пётр Васильевич
Пётр Васильевич Беглов (5 августа 1923, с. Русский Пимбур, Тамбовская губерния — 10 октября 2010, Спасск, Пензенская область) — советский и российский государственный, партийный и общественный деятель, организатор строительства сельскохозяйственных и гражданских объектов. Участник Великой Отечественной войны. Председатель Беднодемьяновского отделения Всероссийского общества инвалидов (1988-1994).
Почетный гражданин города Спасска Пензенской области (посмертно, 2018). Организатор и первый председатель Межколхозной строительной организации Беднодемьяновского района Пензенской области.

## Биография
Родился 5 августа 1923 года в селе Русский Пимбур Спасского уезда Тамбовской губернии (ныне — Спасский район Пензенской области) в семье Георгиевского кавалера Первой мировой войны Василия Павловича Беглова. В 1939 году с отличием окончил среднюю школу г. Беднодемьяновска.
В 1940 году уехал в г. Челябинск, поступил в аэроклуб. С началом Великой Отечественной войны курсант Школы военно-воздушных сил П. В. Беглов изучал материальную часть самолётов Пе-2 и учился стрелять. Летом 1942 года был направлен на трёхмесячные курсы миномётчиков в пехотное училище в Свердловскую область в г. Камышлов. После окончания курсов его, в составе 35-й гвардейской дивизии 102 гвардейского полка Сталинградского фронта, отправили защищать Сталинграда.
24 декабря 1942 года на Дону в г. Мамонтово во время ведения уличных боёв сержант Беглов был ранен дважды: сначала получил ранение в грудь и руку. Немец выскочил из-за угла дома и с криком «Хенде хох!» выпустил очередь из автомата. Первое, что пришло ему в голову, повернуться к противнику боком, чтобы уменьшить зону поражения. Пули рассекли грудь, в результате чего кровью были залиты все документы, восстановить которые было невозможно. Была сделана перевязка — и снова в бой. Через четыре дня получил следующее ранение: разрывной пулей разворотило правое предплечье, после чего был направлен в госпиталь № 2783 в г. Казани, где перевязку делал медбрат по фамилии Беглов. Врачи предлагали ампутацию руки, но Пётр Васильевич категорически отказался. Руку вылечили, но она была изуродована настолько, что врачи не гарантировали её дееспособность. Впрочем, пятимесячное лечение сделало своё дело, после выписки Петра Васильевича признали годным к дальнейшей службе. Тем временем, в 1943 году П. В. Беглов воевал уже в составе 64 стрелковой дивизии Западного фронта. И опять было ранение. Осколками миномётного снаряда разорвало левую половину лица. Лечение проходило в 109 медсанбате. Такие ранения считались лёгкими: в военных условиях нехватки кадров на счету был каждый боевой командир, а поэтому сразу же по мере рубцевания ран солдаты снова шли в бой.
В наступательных боях за деревню Высокая 28 ноября 1943 года и при отражении контратак противника, презирая опасность, ворвался в ДЗОТ противника и гранатами уничтожил пять немецких солдат
Из наградного листа
В 1944 году Пётр Васильевич был направлен на курсы младших лейтенантов, после окончания которых был командиром взвода противотанковых ружей 152 стрелкового полка 199 стрелковой дивизии Второго Белорусского фронта.
Дороги войны много его водили по Белоруссии, Польше, Германии, но до Берлина дойти ему помешало полученное очередное и самое тяжёлое ранение. В марте 1945 года под Данцигом осколок разорвавшейся мины попал в грудь и вошёл в правое лёгкое (вес осколка — 10 гр., извлекли в 1950 г.). И снова был госпиталь. День Победы Пётр Васильевич встречал на больничной койке, а домой он вернулся лишь в октябре 1945 года.

### Трудовая деятельность
1958–1965 – председатель колхоза «Ленинский путь» с. Абашево Беднодемьяновского района.
1965–1968 – начальник комбината коммунальных предприятий и благоустройства г. Беднодемьяновска.
1968–1975 – организатор и первый председатель Межколхозной строительной организации г. Беднодемьяновска.
1975–1978 – организатор и начальник ремонтно-строительного участка г. Беднодемьяновска.
1978–1986 – заместитель главного врача по хозяйственной части Беднодемьяновской центральной районной больницы.
1986–1988 – общественный автоинспектор Беднодемьяновского АТП.
1988–1990 – комендант Беднодемьяновского райкома КПСС.
1988–1994 – председатель местного отделения Всероссийского общества инвалидов.
1994–2010 – пенсионер, член районного и областного советов ветеранов войны, труда и правоохранительных органов.

## Награды
- орден Отечественной войны 1-й степени (1985);
- Орден Красной Звезды (1945);
- Медаль «За оборону Сталинграда»;
- Медаль «За победу над Германией в Великой Отечественной войне 1941—1945 гг.»;
- Медаль «Ветеран труда» (1980);
- Медаль Жукова (1995);
- Медаль «В ознаменование 100-летия со дня рождения Владимира Ильича Ленина» (1970);
- Юбилейные медали СССР и России, приуроченные к юбилейным датам Победы в Великой Отечественной войне;
- Медаль «60 лет освобождения Республики Беларусь от немецко-фашистских захватчиков» (2005);
- Почетная грамота Беднодемьяновского райкома КПСС;
- Диплом Губернатора Пензенской области (2008).

## Почётные звания
- Почётный гражданин города Спасска Пензенской области (посмертно, 2018)[7].

## Память
- 13 августа 2021 года, в филиале №1 МБУК «Межпоселенческая центральная районная библиотека Спасского района Пензенской области» в с. Абашево состоялся вечер памяти председателя колхоза «Ленинский путь» и ветерана Великой Отечественной войны Беглова Петра Васильевича. Внук, Зернов Илья Владимирович, рассказал биографию Петра Васильевича, которая сопровождалась показом слайдов-презентации. Дочь, Зернова (Беглова) Татьяна Петровна, поделилась воспоминаниями о работе Петра Васильевича в колхозе. Кроме того на мероприятии была представлена выставка его фотографий, личных документов, а также государственных наград[8].
- 10 октября 2023 года с учащимися МБОУ СОШ № 1 г. Спасска был проведен час общения «Трудные шаги к Великой Победе», приуроченный к 100-летию Петра Васильевича Беглова. На мероприятии была представлена презентация с фотографиями и информацией о военной и трудовой биографии П.В. Беглова[9].